# Ashhad Agyapong
Ashhad Agyapong (né le 23 septembre 1985 à Princeton) est un athlète américano-ghanéen, qui représente le Ghana en compétition.
Ses records sont de :
- 100 m = 10 s 23 à Holmdel le 9 juin 2008
- 200 m = 20 s 46 à Halifax le 11 juillet 2008.

Il a permis à l'équipe ghanéenne du relais 4 × 100 m d'être sélectionnée pour les Mondiaux de Daegu en 2011.